# Noroeste Goiano
Noroeste Goiano è una mesoregione dello Stato del Goiás in Brasile.

## Microregioni
È suddivisa in 3 microregioni:
- Aragarças
- Rio Vermelho
- São Miguel do Araguaia